# Przestępstwo materialne
Przestępstwo materialne (skutkowe) – przestępstwo, na które składa się czyn sprawcy oraz określony w ustawie skutek tego czynu.
Jeżeli ktoś zmierza do wywołania skutku, jednak do niego nie doprowadza, nie popełnia przestępstwa określanego jako skutkowe. Prowadzi to jednak do odpowiedzialności karnej za samo usiłowanie dokonania przestępstwa.
Polski Kodeks karny zastrzega, że odpowiedzialności karnej za przestępstwo skutkowe popełnione przez zaniechanie podlega tylko ten, na kim ciążył prawny, szczególny obowiązek zapobiegnięcia skutkowi.
Przykładami przestępstw skutkowych są:
- kradzież,
- rozbój,
- podpalenie,
- zabójstwo,
- uszkodzenia ciała.

Przeciwstawiane przestępstwom formalnym.